# Не Жунчжэнь
Не Жунчжэнь (кит. 聂荣臻, 29 декабря 1899 — 14 мая 1992) — китайский военный и государственный деятель, маршал НОАК.

## Биография

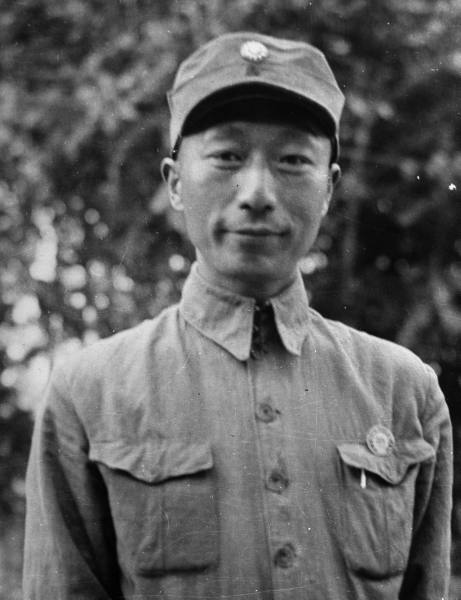
1940

Родился в провинции Сычуань недалеко от Чунцина в богатой семье. В 1920 году вместе с группой китайских студентов отправился учиться во Францию, где познакомился с Чжоу Эньлаем. В 1923 году вступил в коммунистическую партию. В 1924—1925 годах учился в СССР. После возвращения в Китай работал в политотделе Академии Вампу, возглавляемом Чжоу Эньлаем.
После раскола между Гоминьданом и коммунистами — в красной армии Китая. Во время японо-китайской войны 1937—1945 был помощником командира 115-й дивизии.
Во время гражданской войны 1947—1948 командовал Шаньси-Чахар-Хэбэйским советским районом. Окружил гоминьдановские войска под командованием генерала Фу Цзои в районе Пекина и Тяньцзиня. После месячной осады Фу Цзои сдался без боя и крупнейшие центры северного Китая перешли под контроль коммунистов.
После окончания гражданской войны в 1949—1951 годах был мэром Пекина. В 1950—1954 — начальник Генштаба НОАК. В 1955 году ему было присвоено звание маршала. В 1958—1970 — глава госкомитета по науке и технике, возглавлял ядерную программу КНР.